# Osmerozobi smrekov lubadar
Osmerozobi smrekov lubadar ali knaver (znanstveno ime Ips typographus) je vrsta lubadarjev, ki je razširjena od Evrope do Male Azije in delov Afrike ter predstavlja velikega škodljivca v smrekovih gozdovih.

## Opis in biologija
Osmerozobi smrekov lubadar je ime dobil po osmih zobcih, ki jih ima na koncih eliter (na vsaki elitri po štiri), od katerih je tretji zobec največji in je kijasto oblikovan. Gre za temno rjavega, bleščečega hrošča, ki meri v dolžino od 4,2 do 5,5 mm.